# Lurate Caccivio
Lurate Caccivio (lombardul: Luraa e Casciv) település Olaszországban, Lombardia régióban, Como megyében. Lakosainak száma 9675 fő (2023. január 1.). Lurate Caccivio Appiano Gentile, Colverde, Olgiate Comasco, Villa Guardia, Bulgarograsso és Oltrona di San Mamette községekkel határos.

## Népesség
A település lakossága az elmúlt években az alábbi módon változott:
| Lakosok száma | 9934 | 9847 | 9675 |
|               | 2017 | 2018 | 2023 |